# Skate America de 2005
O Skate America de 2005 foi a vigésima quarta edição do Skate America, um evento anual de patinação artística no gelo organizado pela United States Figure Skating Association, e que fez parte do Grand Prix de 2005–06. A competição foi disputada entre os dias 20 de outubro e 23 de outubro, na cidade de Atlantic City, Nova Jérsei, Estados Unidos.

## Eventos
- Individual masculino
- Individual feminino
- Duplas
- Dança no gelo

## Medalhistas
| Evento                        | Ouro                                             | Prata                                            | Bronze                                   |
| Individual masculino detalhes | Daisuke Takahashi · Japão                        | Evan Lysacek · Estados Unidos                    | Brian Joubert · França                   |
| Individual feminino detalhes  | Elena Sokolova · Rússia                          | Alissa Czisny · Estados Unidos                   | Yoshie Onda · Japão                      |
| Duplas detalhes               | Zhang Dan · Zhang Hao · China                    | Rena Inoue · John Baldwin Jr. · Estados Unidos   | Julia Obertas · Sergei Slavnov · Rússia  |
| Dança no gelo detalhes        | Tanith Belbin · Benjamin Agosto · Estados Unidos | Isabelle Delobel · Olivier Schoenfelder · França | Oksana Domnina · Maxim Shabalin · Rússia |

## Resultados

### Individual masculino
| Pos.              | Nome                 | Nacionalidade  | Pontos | PC         | PL         |
| ----------------- | -------------------- | -------------- | ------ | ---------- | ---------- |
| Medalha de ouro   | Daisuke Takahashi    | Japão          | 218.54 | 69.10 (1)  | 149.44 (1) |
| Medalha de prata  | Evan Lysacek         | Estados Unidos | 193.71 | 67.75 (3)  | 125.96 (3) |
| Medalha de bronze | Brian Joubert        | França         | 190.28 | 62.88 (4)  | 127.40 (2) |
| 4                 | Kevin van der Perren | Bélgica        | 185.09 | 68.79 (2)  | 116.30 (4) |
| 5                 | Yannick Ponsero      | França         | 160.53 | 61.95 (5)  | 98.58 (6)  |
| 6                 | Timothy Goebel       | Estados Unidos | 154.68 | 58.72 (6)  | 95.96 (8)  |
| 7                 | Dennis Phan          | Estados Unidos | 151.90 | 53.92 (7)  | 97.98 (7)  |
| 8                 | Sergei Davydov       | Bielorrússia   | 147.13 | 52.71 (8)  | 94.42 (10) |
| 9                 | Christopher Mabee    | Canadá         | 147.00 | 42.40 (11) | 104.60 (5) |
| 10                | Song Lun             | China          | 145.92 | 51.50 (9)  | 94.42 (11) |
| 11                | Kristoffer Berntsson | Suécia         | 143.39 | 51.19 (10) | 92.20 (12) |
| 12                | Silvio Smalun        | Alemanha       | 137.04 | 42.40 (12) | 94.64 (9)  |

### Individual feminino
| Pos.              | Nome               | Nacionalidade  | Pontos | PC         | PL         |
| ----------------- | ------------------ | -------------- | ------ | ---------- | ---------- |
| Medalha de ouro   | Elena Sokolova     | Rússia         | 163.02 | 57.94 (1)  | 105.08 (2) |
| Medalha de prata  | Alissa Czisny      | Estados Unidos | 159.30 | 52.82 (3)  | 106.48 (1) |
| Medalha de bronze | Yoshie Onda        | Japão          | 150.98 | 53.90 (2)  | 97.08 (3)  |
| 4                 | Beatrisa Liang     | Estados Unidos | 133.00 | 47.54 (4)  | 85.46 (5)  |
| 5                 | Emily Hughes       | Estados Unidos | 126.78 | 38.74 (8)  | 88.04 (4)  |
| 6                 | Mira Leung         | Canadá         | 125.82 | 47.48 (5)  | 78.34 (8)  |
| 7                 | Constanze Paulinus | Alemanha       | 122.06 | 40.52 (7)  | 81.54 (6)  |
| 8                 | Júlia Sebestyén    | Hungria        | 121.78 | 42.46 (6)  | 79.32 (7)  |
| 9                 | Fang Dan           | China          | 112.26 | 36.90 (10) | 75.36 (9)  |
| 10                | Idora Hegel        | Croácia        | 106.42 | 37.30 (9)  | 69.12 (10) |

### Duplas
| Pos.              | Nome                            | Nacionalidade  | Pontos | PC         | PL         |
| ----------------- | ------------------------------- | -------------- | ------ | ---------- | ---------- |
| Medalha de ouro   | Zhang Dan / Zhang Hao           | China          | 179.14 | 59.90 (1)  | 119.24 (1) |
| Medalha de prata  | Rena Inoue / John Baldwin Jr.   | Estados Unidos | 164.44 | 54.84 (3)  | 109.60 (2) |
| Medalha de bronze | Julia Obertas / Sergei Slavnov  | Rússia         | 160.40 | 54.04 (4)  | 106.36 (4) |
| 4                 | Elizabeth Putnam / Sean Wirtz   | Canadá         | 154.42 | 47.20 (7)  | 107.22 (3) |
| 5                 | Marcy Hinzmann / Aaron Parchem  | Estados Unidos | 154.30 | 55.00 (2)  | 99.30 (6)  |
| 6                 | Jessica Dubé / Bryce Davison    | Canadá         | 152.20 | 47.90 (6)  | 104.30 (5) |
| 7                 | Rebecca Handke / Daniel Wende   | Alemanha       | 133.84 | 48.70 (5)  | 85.14 (7)  |
| 8                 | Marylin Pla / Yannick Bonheur   | França         | 130.48 | 47.20 (8)  | 83.28 (8)  |
| 9                 | Amanda Evora / Mark Ladwig      | Estados Unidos | 128.02 | 45.28 (9)  | 82.74 (9)  |
| 10                | Julia Beloglazova / Andrei Bekh | Ucrânia        | 109.82 | 36.84 (10) | 72.98 (10) |

### Dança no gelo
| Pos.              | Nome                                    | Nacionalidade  | Pontos | DC         | DO         | DL         |
| ----------------- | --------------------------------------- | -------------- | ------ | ---------- | ---------- | ---------- |
| Medalha de ouro   | Tanith Belbin / Benjamin Agosto         | Estados Unidos | 190.45 | 36.73 (1)  | 58.37 (1)  | 95.35 (1)  |
| Medalha de prata  | Isabelle Delobel / Olivier Schoenfelder | França         | 184.47 | 36.43 (2)  | 55.77 (2)  | 92.27 (2)  |
| Medalha de bronze | Oksana Domnina / Maxim Shabalin         | Rússia         | 169.23 | 32.41 (3)  | 51.50 (3)  | 85.32 (3)  |
| 4                 | Megan Wing / Aaron Lowe                 | Canadá         | 159.31 | 31.49 (4)  | 48.12 (5)  | 79.70 (4)  |
| 5                 | Jamie Silverstein / Ryan O'Meara        | Estados Unidos | 155.51 | 28.44 (6)  | 48.28 (4)  | 78.79 (5)  |
| 6                 | Christina Beier / William Beier         | Alemanha       | 152.83 | 28.55 (5)  | 47.89 (6)  | 76.39 (6)  |
| 7                 | Tiffany Stiegler / Sergei Magerovski    | Estados Unidos | 142.94 | 23.71 (11) | 43.52 (7)  | 75.71 (7)  |
| 8                 | Lauren Senft / Leif Gislason            | Canadá         | 139.19 | 25.59 (7)  | 40.21 (9)  | 73.39 (8)  |
| 9                 | Ekaterina Rubleva / Ivan Shefer         | Rússia         | 131.44 | 24.32 (9)  | 40.51 (8)  | 66.61 (9)  |
| 10                | Siobhan Karam / Joshua McGrath          | Canadá         | 129.84 | 24.04 (10) | 39.55 (11) | 66.25 (10) |
| 11                | Laura Munana / Luke Munana              | México         | 122.88 | 22.43 (12) | 35.85 (12) | 64.60 (11) |
| 12                | Julia Golovina / Oleg Voiko             | Ucrânia        | 121.73 | 24.77 (8)  | 39.67 (10) | 57.29 (12) |

## Quadro de medalhas
| Ordem | País           | Medalha de ouro | Medalha de prata | Medalha de bronze |    | Ordem por total |
| ----- | -------------- | --------------- | ---------------- | ----------------- | -- | --------------- |
| 1     | Estados Unidos | 1               | 3                |                   | 4  | 1               |
| 2     | Rússia         | 1               |                  | 2                 | 3  | 2               |
| 3     | Japão          | 1               |                  | 1                 | 2  | 3               |
| 4     | China          | 1               |                  |                   | 1  | 5               |
| 5     | França         |                 | 1                | 1                 | 2  | 3               |
| TOTAL | TOTAL          | 4               | 4                | 4                 | 12 | —               |